# Cidade média-pequena
Cidade média-pequena é um termo comum usado em urbanismo para designar cidades que abriguem de 50 a 100 mil habitantes. 
No Brasil há mais de 300 cidades nessa classificação segundo o IBGE e em Portugal existem 35 municípios com uma população entre 50 e 100 mil habitantes.